# Camptoprosopella media
Camptoprosopella media är en tvåvingeart som beskrevs av Shewell 1939. Camptoprosopella media ingår i släktet Camptoprosopella och familjen lövflugor. Inga underarter finns listade i Catalogue of Life.